# Alberto De Martino
Alberto De Martino (Roma, 12 giugno 1929 – Roma, 2 giugno 2015) è stato un regista e sceneggiatore italiano.
Ha utilizzato spesso lo pseudonimo Martin Herbert.

## Biografia
Figlio di un truccatore, De Martino si avvicina al mondo del cinema come comparsa e giovane attore per passare poi all'aiuto regia e al documentario.
Dopo essersi laureato in giurisprudenza, dalla metà degli anni 50 lavora a varie produzioni sia come soggettista, come sceneggiatore e assistente al doppiaggio.

## Filmografia

### Regista
- Il gladiatore invincibile  (1961)
- Due contro tutti, co-regia con Antonio Momplet (1962)
- Perseo l'invincibile (1963)
- Horror (1963)
- Gli invincibili sette (1963)
- Il trionfo di Ercole (1964)
- La rivolta dei sette (1964)
- Gli eroi di Fort Worth (1965)
- 100.000 dollari per Ringo (1965)
- Missione speciale Lady Chaplin (1966), insieme a Sergio Grieco
- Django spara per primo (1966)
- Upperseven, l'uomo da uccidere (1966)
- Dalle Ardenne all'inferno (1967)
- O.K. Connery (1967)
- Roma come Chicago (o anche Banditi a Roma, 1968)
- Gli insaziabili (o anche Femmine insaziabili, 1969)
- L'uomo dagli occhi di ghiaccio (1971)
- I familiari delle vittime non saranno avvertiti (1972)
- L'assassino... è al telefono (1972)
- Il consigliori (1973)
- Ci risiamo, vero Provvidenza? (1973)
- L'anticristo (1974)
- Una Magnum Special per Tony Saitta (1976)
- Holocaust 2000 (1977)
- L'uomo puma (1980)
- Extrasensorial (1982)
- Miami Golem (1985)
- 7, Hyden Park - La casa maledetta (1985)

### Sceneggiatore
- I sette gladiatori, regia di Pedro Lazaga (1962)

### Aiuto regista
- L'ingiusta condanna, regia di Giuseppe Masini (1952)
- Akiko, regia di Luigi Filippo D'Amico (1961)